# Éliminatoires du Championnat d'Europe de football 2012
Navigation
Éliminatoires Euro 2008 Éliminatoires Euro 2016
La phase principale des éliminatoires du Championnat d'Europe de football 2012 se déroule du 11 août 2010 au 11 octobre 2011. Les barrages entre les deuxièmes de groupe se déroulent du 11 au 15 novembre 2011. 
Cinquante-et-une équipes nationales de pays membres de l'UEFA se confronteront pour quatorze places. Elles sont réparties en neuf groupes : six groupes de six et trois groupes de cinq. Les premiers de chaque groupe ainsi que le meilleur deuxième seront directement qualifiés pour l'Euro 2012. Les huit autres deuxièmes de groupes s'affrontent en barrages aller-retour pour se disputer les quatre places restantes. 
La Pologne et l'Ukraine sont qualifiées d'office pour la phase finale en tant que pays hôtes. Le tirage au sort de ces éliminatoires a eu lieu le 7 février 2010 à Varsovie en Pologne.

## Format et tirage au sort
Les cinquante-et-une fédérations sont réparties selon l’ordre de classement lors des précédentes compétitions internationales de l’UEFA et de la FIFA : la Coupe du monde 2006, de l'Euro 2008 et les éliminatoires de la Coupe du monde 2010.
Le total des points remportés lors des matchs de ces trois compétitions est divisé par le nombre de rencontres disputées. Ce quotient permet de déterminer le classement des fédérations. Si deux fédérations ou plus obtiennent le même coefficient, elles sont départagées selon les critères suivants, dans l’ordre : le coefficient des matchs disputés lors du tour de qualification le plus récent, la différence de buts, la moyenne de buts marqués, la moyenne de buts marqués à l’extérieur, un tirage au sort.
Ce classement permet de répartir les cinquante-et-une fédérations en six chapeaux (l'Ukraine et la Pologne – respectivement 19e et 23e – ne sont pas prises en compte). Le tirage au sort pour l’Euro détermine la composition des groupes éliminatoires (A à I) en tirant une équipe de chaque chapeau en commençant par le chapeau 6 jusqu'au chapeau des têtes de séries.
| Chapeau 1 (têtes de série) | Chapeau 1 (têtes de série) | Chapeau 2 | Chapeau 2 | Chapeau 3            | Chapeau 3 | Chapeau 4      | Chapeau 4 | Chapeau 5     | Chapeau 5 | Chapeau 6                    | Chapeau 6                    |
| Espagne                    | 39,964                     | Grèce     | 31,268    | Israël               | 28,052    | Slovénie       | 24,221    | Monténégro    | 18,751    | Azerbaïdjan                  | 13,500                       |
| Allemagne                  | 38,294                     | Tchéquie  | 30,871    | Bulgarie             | 27,198    | Lettonie       | 23,303    | Albanie       | 18,319    | Luxembourg                   | 11,872                       |
| Pays-Bas                   | 37,821                     | Suède     | 30,695    | Finlande             | 26,827    | Hongrie        | 23,048    | Estonie       | 17,792    | Malte                        | 11,517                       |
| Italie                     | 35,838                     | Suisse    | 30,395    | Norvège              | 26,210    | Lituanie       | 22,071    | Géorgie       | 15,819    | Îles Féroé                   | 10,620                       |
| Angleterre                 | 34,919                     | Serbie    | 29,811    | République d'Irlande | 25,971    | Biélorussie    | 21,515    | Moldavie      | 15,734    | Andorre                      | 9,197                        |
| Croatie                    | 33,677                     | Turquie   | 29,447    | Écosse               | 25,646    | Belgique       | 21,426    | Islande       | 15,404    | Saint-Marin                  | 7,783                        |
| Portugal                   | 33,226                     | Danemark  | 29,222    | Irlande du Nord      | 24,518    | Pays de Galles | 21,274    | Arménie       | 15,164    | Logo officiel de l'Euro 2012 | Logo officiel de l'Euro 2012 |
| France                     | 32,551                     | Slovaquie | 28,228    | Autriche             | 24,381    | Macédoine      | 19,409    | Kazakhstan    | 14,730    | Logo officiel de l'Euro 2012 | Logo officiel de l'Euro 2012 |
| Russie                     | 32,447                     | Roumanie  | 28,145    | Bosnie-Herzégovine   | 24,365    | Chypre         | 18,791    | Liechtenstein | 13,581    | Logo officiel de l'Euro 2012 | Logo officiel de l'Euro 2012 |

Légende

### Aménagements avant le tirage au sort
Avant le tirage au sort, l'UEFA décide que, pour des raisons politiques, l'Arménie et l'Azerbaïdjan ne pourront pas figurer dans le même groupe (en raison du conflit à propos du Haut-Karabagh). De même pour la Géorgie et la Russie (en raison du conflit à propos de l'Ossétie du Sud).

Lors du tirage du 7 février 2010, l'Arménie, initialement tirée dans le groupe A avec l'Azerbaïdjan, a ainsi été déplacée dans le groupe B.

## Phase de groupes
La phase de qualification est jouée en groupes selon le système de championnat, chaque équipe rencontrant tous les adversaires au sein de son groupe en matchs aller et retour. Une victoire rapporte trois points,
un match nul un point et une défaite zéro point. En cas d’égalité de points de plusieurs équipes à l'issue des matchs de groupe, les critères suivants sont appliqués dans l'ordre indiqué pour établir leur classement :

- Plus grand nombre de points obtenus dans les matchs de groupe disputés entre les équipes concernées
- Meilleure différence de buts dans les matchs de groupe disputés entre les équipes concernées
- Plus grand nombre de buts marqués lors des matchs de groupe disputés entre les équipes concernées
- Plus grand nombre de buts marqués à l’extérieur dans les matchs de groupe disputés entre les équipes concernées

Si, après l'application des quatre premiers critères à plusieurs équipes, plusieurs équipes sont toujours à égalité, les critères suivants s’appliquent :
- Meilleure différence de buts dans tous les matchs du groupe
- Plus grand nombre de buts marqués dans tous les matchs du groupe
- Plus grand nombre de buts marqués à l’extérieur dans tous les matchs du groupe
- Classement disciplinaire (cartons jaunes et rouges) dans tous les matchs du groupe
- Tirage au sort.

Légende des classements
Légende des résultats

### Groupe A
| Rang | Équipe      | Pts | J  | G  | N | P | Bp | Bc | Diff |  | Résultats (▼ dom., ► ext.) |     |     |     |     |     |     |
| ---- | ----------- | --- | -- | -- | - | - | -- | -- | ---- |  | -------------------------- | --- | --- | --- | --- | --- | --- |
| 1    | Allemagne   | 30  | 10 | 10 | 0 | 0 | 34 | 7  | +27  |  | Allemagne                  |     | 3-0 | 3-1 | 6-2 | 6-1 | 4-0 |
| 2    | Turquie     | 17  | 10 | 5  | 2 | 3 | 13 | 11 | +2   |  | Turquie                    | 1-3 |     | 3-2 | 2-0 | 1-0 | 2-1 |
| 3    | Belgique    | 15  | 10 | 4  | 3 | 3 | 21 | 15 | +6   |  | Belgique                   | 0-1 | 1-1 |     | 4-4 | 4-1 | 4-1 |
| 4    | Autriche    | 12  | 10 | 3  | 3 | 4 | 16 | 17 | -1   |  | Autriche                   | 1-2 | 0-0 | 0-2 |     | 3-0 | 2-0 |
| 5    | Azerbaïdjan | 7   | 10 | 2  | 1 | 7 | 10 | 26 | -16  |  | Azerbaïdjan                | 1-3 | 1-0 | 1-1 | 1-4 |     | 3-2 |
| 6    | Kazakhstan  | 4   | 10 | 1  | 1 | 8 | 6  | 24 | -18  |  | Kazakhstan                 | 0-3 | 0-3 | 0-2 | 0-0 | 2-1 |     |

### Groupe B
| Rang | Équipe               | Pts | J  | G | N | P  | Bp | Bc | Diff |  | Résultats (▼ dom., ► ext.) |     |     |     |     |     |     |
| ---- | -------------------- | --- | -- | - | - | -- | -- | -- | ---- |  | -------------------------- | --- | --- | --- | --- | --- | --- |
| 1    | Russie               | 23  | 10 | 7 | 2 | 1  | 17 | 4  | +13  |  | Russie                     |     | 0-0 | 3-1 | 0-1 | 1-0 | 6-0 |
| 2    | République d'Irlande | 21  | 10 | 6 | 3 | 1  | 15 | 7  | +8   |  | République d'Irlande       | 2-3 |     | 2-1 | 0-0 | 2-1 | 3-1 |
| 3    | Arménie              | 17  | 10 | 5 | 2 | 3  | 22 | 10 | +12  |  | Arménie                    | 0-0 | 0-1 |     | 3-1 | 4-1 | 4-0 |
| 4    | Slovaquie            | 15  | 10 | 4 | 3 | 3  | 7  | 10 | -3   |  | Slovaquie                  | 0-1 | 1-1 | 0-4 |     | 1-0 | 1-0 |
| 5    | Macédoine            | 8   | 10 | 2 | 2 | 6  | 8  | 14 | -6   |  | Macédoine                  | 0-1 | 0-2 | 2-2 | 1-1 |     | 1-0 |
| 6    | Andorre              | 0   | 10 | 0 | 0 | 10 | 1  | 25 | -24  |  | Andorre                    | 0-2 | 0-2 | 0-3 | 0-1 | 0-2 |     |

### Groupe C
| Rang | Équipe          | Pts | J  | G | N | P | Bp | Bc | Diff |  | Résultats (▼ dom., ► ext.) |     |     |     |     | Drapeau de l'Irlande du Nord (drapeau du Royaume-Uni) |     |
| ---- | --------------- | --- | -- | - | - | - | -- | -- | ---- |  | -------------------------- | --- | --- | --- | --- | ----------------------------------------------------- | --- |
| 1    | Italie          | 26  | 10 | 8 | 2 | 0 | 20 | 2  | +18  |  | Italie                     |     | 3-0 | 3-0 | 1-0 | 3-0                                                   | 5-0 |
| 2    | Estonie         | 16  | 10 | 5 | 1 | 4 | 15 | 14 | +1   |  | Estonie                    | 1-2 |     | 1-1 | 0-1 | 4-1                                                   | 2-1 |
| 3    | Serbie          | 15  | 10 | 4 | 3 | 3 | 13 | 12 | +1   |  | Serbie                     | 1-1 | 1-3 |     | 1-1 | 2-1                                                   | 3-1 |
| 4    | Slovénie        | 14  | 10 | 4 | 2 | 4 | 11 | 7  | +4   |  | Slovénie                   | 0-1 | 1-2 | 1-0 |     | 0-1                                                   | 5-1 |
| 5    | Irlande du Nord | 9   | 10 | 2 | 3 | 5 | 9  | 13 | -4   |  | Irlande du Nord            | 0-0 | 1-2 | 0-1 | 0-0 |                                                       | 4-0 |
| 6    | Îles Féroé      | 4   | 10 | 1 | 1 | 8 | 6  | 26 | -20  |  | Îles Féroé                 | 0-1 | 2-0 | 0-3 | 0-2 | 1-1                                                   |     |

### Groupe D
| Rang | Équipe             | Pts | J  | G | N | P | Bp | Bc | Diff |  | Résultats (▼ dom., ► ext.) |     |     |     |     |     |     |
| ---- | ------------------ | --- | -- | - | - | - | -- | -- | ---- |  | -------------------------- | --- | --- | --- | --- | --- | --- |
| 1    | France             | 21  | 10 | 6 | 3 | 1 | 15 | 4  | +11  |  | France                     |     | 1-1 | 2-0 | 0-1 | 3-0 | 2-0 |
| 2    | Bosnie-Herzégovine | 20  | 10 | 6 | 2 | 2 | 17 | 8  | +9   |  | Bosnie-Herzégovine         | 0-2 |     | 2-1 | 1-0 | 2-0 | 5-0 |
| 3    | Roumanie           | 14  | 10 | 3 | 5 | 2 | 13 | 9  | +4   |  | Roumanie                   | 0-0 | 3-0 |     | 2-2 | 1-1 | 3-1 |
| 4    | Biélorussie        | 13  | 10 | 3 | 4 | 3 | 8  | 7  | +1   |  | Biélorussie                | 1-1 | 0-2 | 0-0 |     | 2-0 | 2-0 |
| 5    | Albanie            | 9   | 10 | 2 | 3 | 5 | 7  | 14 | -7   |  | Albanie                    | 1-2 | 1-1 | 1-1 | 1-0 |     | 1-0 |
| 6    | Luxembourg         | 4   | 10 | 1 | 1 | 8 | 3  | 21 | -18  |  | Luxembourg                 | 0-2 | 0-3 | 0-2 | 0-0 | 2-1 |     |

### Groupe E
| Rang | Équipe      | Pts | J  | G | N | P  | Bp | Bc | Diff |  | Résultats (▼ dom., ► ext.) | Drapeau des Pays-Bas | Drapeau de la Suède | Drapeau de la Hongrie | Drapeau de la Finlande | Drapeau de la Moldavie | Drapeau de Saint-Marin |
| ---- | ----------- | --- | -- | - | - | -- | -- | -- | ---- |  | -------------------------- | -------------------- | ------------------- | --------------------- | ---------------------- | ---------------------- | ---------------------- |
| 1    | Pays-Bas    | 27  | 10 | 9 | 0 | 1  | 37 | 8  | +29  |  | Pays-Bas                   |                      | 4-1                 | 5-3                   | 2-1                    | 1-0                    | 11-0                   |
| 2    | Suède       | 24  | 10 | 8 | 0 | 2  | 31 | 11 | +20  |  | Suède                      | 3-2                  |                     | 2-0                   | 5-0                    | 2-1                    | 6-0                    |
| 3    | Hongrie     | 19  | 10 | 6 | 1 | 3  | 22 | 14 | +8   |  | Hongrie                    | 0-4                  | 2-1                 |                       | 0-0                    | 2-1                    | 8-0                    |
| 4    | Finlande    | 10  | 10 | 3 | 1 | 6  | 16 | 16 | 0    |  | Finlande                   | 0-2                  | 1-2                 | 1-2                   |                        | 4-1                    | 8-0                    |
| 5    | Moldavie    | 9   | 10 | 3 | 0 | 7  | 12 | 16 | -4   |  | Moldavie                   | 0-1                  | 1-4                 | 0-2                   | 2-0                    |                        | 4-0                    |
| 6    | Saint-Marin | 0   | 10 | 0 | 0 | 10 | 0  | 53 | -53  |  | Saint-Marin                | 0-5                  | 0-5                 | 0-3                   | 0-1                    | 0-2                    |                        |

### Groupe F
| Rang | Équipe   | Pts | J  | G | N | P | Bp | Bc | Diff |  | Résultats (▼ dom., ► ext.) |     | Drapeau de la Croatie | Drapeau d’Israël |     |     | Drapeau de Malte |
| ---- | -------- | --- | -- | - | - | - | -- | -- | ---- |  | -------------------------- | --- | --------------------- | ---------------- | --- | --- | ---------------- |
| 1    | Grèce    | 24  | 10 | 7 | 3 | 0 | 14 | 5  | +9   |  | Grèce                      |     | 2-0                   | 2-1              | 1-0 | 1-1 | 3-1              |
| 2    | Croatie  | 22  | 10 | 7 | 1 | 2 | 18 | 7  | +11  |  | Croatie                    | 0-0 |                       | 3-1              | 2-0 | 2-1 | 3-0              |
| 3    | Israël   | 16  | 10 | 5 | 1 | 4 | 13 | 11 | +2   |  | Israël                     | 0-1 | 1-2                   |                  | 2-1 | 1-0 | 3-1              |
| 4    | Lettonie | 11  | 10 | 3 | 2 | 5 | 9  | 12 | -3   |  | Lettonie                   | 1-1 | 0-3                   | 1-2              |     | 1-1 | 2-0              |
| 5    | Géorgie  | 10  | 10 | 2 | 4 | 4 | 7  | 9  | -2   |  | Géorgie                    | 1-2 | 1-0                   | 0-0              | 0-1 |     | 1-0              |
| 6    | Malte    | 1   | 10 | 0 | 1 | 9 | 4  | 21 | -17  |  | Malte                      | 0-1 | 1-3                   | 0-2              | 0-2 | 1-1 |                  |

### Groupe G
| Rang | Équipe         | Pts | J | G | N | P | Bp | Bc | Diff |  | Résultats (▼ dom., ► ext.) |     |     |     |     |     |
| ---- | -------------- | --- | - | - | - | - | -- | -- | ---- |  | -------------------------- | --- | --- | --- | --- | --- |
| 1    | Angleterre     | 18  | 8 | 5 | 3 | 0 | 17 | 5  | +12  |  | Angleterre                 |     | 0-0 | 2-2 | 1-0 | 4-0 |
| 2    | Monténégro     | 12  | 8 | 3 | 3 | 2 | 7  | 7  | 0    |  | Monténégro                 | 2-2 |     | 1-0 | 1-0 | 1-1 |
| 3    | Suisse         | 11  | 8 | 3 | 2 | 3 | 12 | 10 | +2   |  | Suisse                     | 1-3 | 2-0 |     | 4-1 | 3-1 |
| 4    | Pays de Galles | 9   | 8 | 3 | 0 | 5 | 6  | 10 | -4   |  | Pays de Galles             | 0-2 | 2-1 | 2-0 |     | 0-1 |
| 5    | Bulgarie       | 5   | 8 | 1 | 2 | 5 | 3  | 13 | -10  |  | Bulgarie                   | 0-3 | 0-1 | 0-0 | 0-1 |     |

### Groupe H
| Rang | Équipe   | Pts | J | G | N | P | Bp | Bc | Diff |  | Résultats (▼ dom., ► ext.) | Drapeau du Danemark | Drapeau du Portugal | Drapeau de la Norvège | Drapeau de l'Islande | Drapeau de Chypre |
| ---- | -------- | --- | - | - | - | - | -- | -- | ---- |  | -------------------------- | ------------------- | ------------------- | --------------------- | -------------------- | ----------------- |
| 1    | Danemark | 19  | 8 | 6 | 1 | 1 | 15 | 6  | +9   |  | Danemark                   |                     | 2-1                 | 2-0                   | 1-0                  | 2-0               |
| 2    | Portugal | 16  | 8 | 5 | 1 | 2 | 21 | 12 | +9   |  | Portugal                   | 3-1                 |                     | 1-0                   | 5-3                  | 4-4               |
| 3    | Norvège  | 16  | 8 | 5 | 1 | 2 | 10 | 7  | +3   |  | Norvège                    | 1-1                 | 1-0                 |                       | 1-0                  | 3-1               |
| 4    | Islande  | 4   | 8 | 1 | 1 | 6 | 6  | 14 | -8   |  | Islande                    | 0-2                 | 1-3                 | 1-2                   |                      | 1-0               |
| 5    | Chypre   | 2   | 8 | 0 | 2 | 6 | 7  | 20 | -13  |  | Chypre                     | 1-4                 | 0-4                 | 1-2                   | 0-0                  |                   |

### Groupe I
| Rang | Équipe        | Pts | J | G | N | P | Bp | Bc | Diff |  | Résultats (▼ dom., ► ext.) | Drapeau de l'Espagne | Drapeau de la Tchéquie | Drapeau de l'Écosse | Drapeau de la Lituanie | Drapeau du Liechtenstein |
| ---- | ------------- | --- | - | - | - | - | -- | -- | ---- |  | -------------------------- | -------------------- | ---------------------- | ------------------- | ---------------------- | ------------------------ |
| 1    | Espagne       | 24  | 8 | 8 | 0 | 0 | 26 | 6  | +20  |  | Espagne                    |                      | 2-1                    | 3-1                 | 3-1                    | 6-0                      |
| 2    | Tchéquie      | 13  | 8 | 4 | 1 | 3 | 12 | 8  | +4   |  | Tchéquie                   | 0-2                  |                        | 1-0                 | 0-1                    | 2-0                      |
| 3    | Écosse        | 11  | 8 | 3 | 2 | 3 | 9  | 10 | -1   |  | Écosse                     | 2-3                  | 2-2                    |                     | 1-0                    | 2-1                      |
| 4    | Lituanie      | 5   | 8 | 1 | 2 | 5 | 4  | 13 | -9   |  | Lituanie                   | 1-3                  | 1-4                    | 0-0                 |                        | 0-0                      |
| 5    | Liechtenstein | 4   | 8 | 1 | 1 | 6 | 3  | 17 | -14  |  | Liechtenstein              | 0-4                  | 0-2                    | 0-1                 | 2-0                    |                          |

### Classements des deuxièmes de groupe
Le meilleur deuxième (la  Suède) est directement qualifié pour l'Euro 2012 tandis que les huit autres disputent les barrages. Afin de déterminer les positions, un classement comparatif est établi en prenant en compte les résultats des cinq premiers de chaque groupe (les résultats contre l'éventuel sixième du  groupe sont ignorés).
| Rang  | Équipe               | Pts | J | G | N | P | Bp | Bc | Diff |
| ----- | -------------------- | --- | - | - | - | - | -- | -- | ---- |
| 1 (E) | Suède                | 18  | 8 | 6 | 0 | 2 | 20 | 11 | +9   |
| 2 (H) | Portugal             | 16  | 8 | 5 | 1 | 2 | 21 | 12 | +9   |
| 3 (F) | Croatie              | 16  | 8 | 5 | 1 | 2 | 12 | 6  | +6   |
| 4 (B) | République d'Irlande | 15  | 8 | 4 | 3 | 1 | 10 | 6  | +4   |
| 5 (D) | Bosnie-Herzégovine   | 14  | 8 | 4 | 2 | 2 | 9  | 8  | +1   |
| 6 (I) | Tchéquie             | 13  | 8 | 4 | 1 | 3 | 12 | 8  | +4   |
| 7 (C) | Estonie              | 13  | 8 | 4 | 1 | 3 | 13 | 11 | +2   |
| 8 (G) | Monténégro           | 12  | 8 | 3 | 3 | 2 | 7  | 7  | 0    |
| 9 (A) | Turquie              | 11  | 8 | 3 | 2 | 3 | 8  | 10 | -2   |

## Barrages
À la suite de la confusion qui a précédé le tirage au sort des barrages de la zone Europe pour les qualifications pour la Coupe du monde 2010, décidé par la FIFA seulement deux mois avant, l'UEFA, dans son règlement pour la compétition de l'Euro 2012 a décidé qu'un tirage au sort aurait lieu avec désignation de tête de série pour les 4 meilleures équipes classées au nouveau classement UEFA d'octobre 2011. À noter qu'être tête de série permet d'éviter les équipes les mieux classées, mais ne garantit pas de recevoir forcément au barrage retour. Ces barrages ont eu lieu à l'aller le 11 novembre 2011 et le retour le 15 novembre 2011.
| Tête de série        | Tête de série | -                  | -      |
| -------------------- | ------------- | ------------------ | ------ |
| Croatie              | 32.723        | Turquie            | 27.601 |
| Portugal             | 31.202        | Bosnie-Herzégovine | 27.198 |
| République d'Irlande | 28.203        | Monténégro         | 21.876 |
| Tchéquie             | 27.982        | Estonie            | 20.354 |

| Équipe             | Aller | Total | Retour | Équipe               |
| ------------------ | ----- | ----- | ------ | -------------------- |
| Turquie            | 0 - 3 | 0 - 3 | 0 - 0  | Croatie              |
| Estonie            | 0 - 4 | 1 - 5 | 1 - 1  | République d'Irlande |
| Tchéquie           | 2 - 0 | 3 - 0 | 1 - 0  | Monténégro           |
| Bosnie-Herzégovine | 0 - 0 | 2 - 6 | 2 - 6  | Portugal             |

| 11 novembre 2011 | Turquie | 0 - 3   | Croatie                               | Türk Telekom Arena, Istanbul                 |                                              |
| 20:05 HEC        |         | (0 - 2) | 2e Olić · 32e Mandžukić · 51e Čorluka | Spectateurs : 42 863 Arbitrage : Felix Brych | Spectateurs : 42 863 Arbitrage : Felix Brych |
| 20:05 HEC        | Rapport |         |                                       | Spectateurs : 42 863 Arbitrage : Felix Brych | Spectateurs : 42 863 Arbitrage : Felix Brych |

| 15 novembre 2011 | Croatie | 0 - 0 | Turquie | Stade Maksimir, Zagreb                         |                                                |
| 20:05 HEC        |         |       |         | Spectateurs : 26 371 Arbitrage : Pedro Proença | Spectateurs : 26 371 Arbitrage : Pedro Proença |
| 20:05 HEC        | Rapport |       |         | Spectateurs : 26 371 Arbitrage : Pedro Proença | Spectateurs : 26 371 Arbitrage : Pedro Proença |

| 11 novembre 2011 | Estonie | 0 - 4   | République d'Irlande                             | A. Le Coq Arena, Tallinn                      |                                               |
| 20:45 HEC        |         | (0 - 1) | 13e Andrews · 67e Walters · 71e 88e (pen.) Keane | Spectateurs : 9 692 Arbitrage : Viktor Kassai | Spectateurs : 9 692 Arbitrage : Viktor Kassai |
| 20:45 HEC        | Rapport |         |                                                  | Spectateurs : 9 692 Arbitrage : Viktor Kassai | Spectateurs : 9 692 Arbitrage : Viktor Kassai |

| 15 novembre 2011 | République d'Irlande | 1 - 1   | Estonie       | Aviva Stadium, Dublin                          |                                                |
| 20:45 HEC        | Ward 32e             | (1 - 0) | 57e Vassiljev | Spectateurs : 51 151 Arbitrage : Björn Kuipers | Spectateurs : 51 151 Arbitrage : Björn Kuipers |
| 20:45 HEC        | Rapport              |         |               | Spectateurs : 51 151 Arbitrage : Björn Kuipers | Spectateurs : 51 151 Arbitrage : Björn Kuipers |

| 11 novembre 2011 | Tchéquie                | 2 - 0   | Monténégro | Generali Arena, Prague                           |                                                  |
| 20:15 HEC        | Pilař 63e · Sivok 90+2e | (0 - 0) |            | Spectateurs : 14 560 Arbitrage : Martin Atkinson | Spectateurs : 14 560 Arbitrage : Martin Atkinson |
| 20:15 HEC        | Rapport                 |         |            | Spectateurs : 14 560 Arbitrage : Martin Atkinson | Spectateurs : 14 560 Arbitrage : Martin Atkinson |

| 15 novembre 2011 | Monténégro | 0 - 1   | Tchéquie    | Podgorica City Stadium, Podgorica               |                                                 |
| 20:15 HEC        |            | (0 - 0) | 81e Jiráček | Spectateurs : 10 100 Arbitrage : Nicola Rizzoli | Spectateurs : 10 100 Arbitrage : Nicola Rizzoli |
| 20:15 HEC        | Rapport    |         |             | Spectateurs : 10 100 Arbitrage : Nicola Rizzoli | Spectateurs : 10 100 Arbitrage : Nicola Rizzoli |

| 11 novembre 2011 | Bosnie-Herzégovine | 0 - 0   | Portugal | Stade Bilino Polje, Zenica                   |                                              |
| 20:00 HEC        |                    | (0 - 0) |          | Spectateurs : 12 352 Arbitrage : Howard Webb | Spectateurs : 12 352 Arbitrage : Howard Webb |
| 20:00 HEC        | Rapport            |         |          | Spectateurs : 12 352 Arbitrage : Howard Webb | Spectateurs : 12 352 Arbitrage : Howard Webb |

| 15 novembre 2011 | Portugal                                                 | 6 - 2   | Bosnie-Herzégovine                | Stade de Luz, Lisbonne                          |                                                 |
| 22:00 HEC        | Ronaldo 8e 53e · Nani 24e · Postiga 72e 82e · Veloso 80e | (2 - 1) | 41e (pen.) Misimović · 65e Spahić | Spectateurs : 47 728 Arbitrage : Wolfgang Stark | Spectateurs : 47 728 Arbitrage : Wolfgang Stark |
| 22:00 HEC        | Rapport                                                  |         |                                   | Spectateurs : 47 728 Arbitrage : Wolfgang Stark | Spectateurs : 47 728 Arbitrage : Wolfgang Stark |

## Liste des 16 qualifiés pour la phase finale
|    | Équipe               | Raison                                          | Date de qualification |
| -- | -------------------- | ----------------------------------------------- | --------------------- |
| 1  | Pologne              | Qualifié d’office en tant que pays organisateur | 18 avril 2007         |
| 2  | Ukraine              | Qualifié d’office en tant que pays organisateur | 18 avril 2007         |
| 3  | Allemagne            | Éliminatoires, groupe A - 1re place             | 2 septembre 2011      |
| 4  | Russie               | Éliminatoires, groupe B - 1re place             | 11 octobre 2011       |
| 5  | Italie               | Éliminatoires, groupe C - 1re place             | 6 septembre 2011      |
| 6  | France               | Éliminatoires, groupe D - 1re place             | 11 octobre 2011       |
| 7  | Pays-Bas             | Éliminatoires, groupe E - 1re place             | 6 septembre 2011      |
| 8  | Grèce                | Éliminatoires, groupe F - 1re place             | 11 octobre 2011       |
| 9  | Angleterre           | Éliminatoires, groupe G - 1re place             | 7 octobre 2011        |
| 10 | Danemark             | Éliminatoires, groupe H - 1re place             | 11 octobre 2011       |
| 11 | Espagne              | Éliminatoires, groupe I - 1re place             | 6 septembre 2011      |
| 12 | Suède                | Meilleur 2e                                     | 11 octobre 2011       |
| 13 | Croatie              | Barrage                                         | 15 novembre 2011      |
| 14 | République d'Irlande | Barrage                                         | 15 novembre 2011      |
| 15 | Portugal             | Barrage                                         | 15 novembre 2011      |
| 16 | Tchéquie             | Barrage                                         | 15 novembre 2011      |

## Meilleurs buteurs
| Rang | Buteur              | Pays                 | Buts | Minutes jouées |
| ---- | ------------------- | -------------------- | ---- | -------------- |
| 1    | Klaas-Jan Huntelaar | Pays-Bas             | 12   | 684            |
| 2    | Miroslav Klose      | Allemagne            | 9    | 505            |
| 3    | David Villa         | Espagne              | 7    | 609            |
| 4    | Cristiano Ronaldo   | Portugal             | 7    | 720            |
| 5    | Mikael Forssell     | Finlande             | 7    | 721            |
| 6    | Robbie Keane        | République d'Irlande | 7    | 959            |
| 7    | Mario Gómez         | Allemagne            | 6    | 406            |
| 8    | Robin van Persie    | Pays-Bas             | 6    | 474            |
| 9    | Gergely Rudolf      | Hongrie              | 6    | 672            |
| 10   | Antonio Cassano     | Italie               | 6    | 674            |

## Meilleurs passeurs
| Rang | Buteur            | Pays      | Passes | Minutes jouées |
| ---- | ----------------- | --------- | ------ | -------------- |
| 1    | Mesut Özil        | Allemagne | 7      | 788            |
| 1    | Kim Källström     | Suède     | 7      | 808            |
| 3    | Dirk Kuyt         | Pays-Bas  | 6      | 685            |
| 4    | Wesley Sneijder   | Pays-Bas  | 6      | 720            |
| 5    | Sebastian Larsson | Suède     | 6      | 749            |
| 6    | Tomáš Rosický     | Tchéquie  | 6      | 804            |
| 7    | Darijo Srna       | Croatie   | 6      | 900            |
| 8    | Balázs Dzsudzsák  | Hongrie   | 5      | 617            |
| 9    | Dennis Rommedahl  | Danemark  | 5      | 673            |
| 10   | Yura Movsisyan    | Arménie   | 5      | 768            |